# Direzione generale per l'agricoltura e sviluppo rurale
La Direzione generale per l'agricoltura e sviluppo rurale (DG AGRI) è una direzione generale della Commissione europea.
La DG Agri fa capo al Commissario europeo per l'agricoltura e lo sviluppo rurale,  ruolo attualmente ricoperto da Phil Hogan, membro della Commissione Juncker.
La direzione generale ha sede in rue de la Loi/Wetstraat, nel "Quartiere europeo" di Bruxelles.

## Funzioni
La direzione è responsabile dell'attuazione della Politica agricola comune (PAC) in tutti i settori, comprese l'organizzazione comune dei mercati, l'analisi e la valutazione economica, la politica della qualità e le relazioni internazionali, nonché la politica di sviluppo rurale. Ciò rientra nella politica strutturale dell'Unione Europea ed è perseguito in collaborazione con le altre direzioni generali della Commissione europea interessate.

## Organizzazione
Nel 2014 la direzione generale contava circa 1000 dipendenti ed era diretta da un direttore generale (attualmente l'ex segretario di Stato polacco per l'Agricoltura Jerzy Bogdan Plewa) ed è suddivisa in dieci direzioni specializzate e una direzione amministrativa che riferisce direttamente al direttore generale. Ogni direzione dipende da un direttore e da due o tre di esse dipendono da uno dei quattro vicedirettori generali.
Le direzioni specializzate della Direzione generale per l'agricoltura e sviluppo rurale sono le seguenti::
- A: Relazioni bilaterali internazionali
- B: Relazioni multilaterali, politica della qualità
- C: Organizzazione comune di mercato (OCM) unica, questioni economiche e analisi economica dei mercati agricoli
- D: Aiuti diretti
- E: Analisi, prospettive e valutazioni economiche; comunicazione
- F: Programmi di sviluppo rurale I
- G: Programmi di sviluppo rurale II
- H: Aspetti generali dello sviluppo rurale e della ricerca
- I: Legislazione e procedure agricole
- J: Audit delle spese agricole
- R : consulenti in materia di gestione delle risorse, contabilità e lotta antifrode (alle dirette dipendenze del direttore generale)